# 尤金·登金
尤金·登金（俄語：Евге́ний Бори́сович Ды́нкин，羅馬化：Eugene Borisovich Dynkin，1924年5月11日—2014年11月14日），蘇聯及美國數學家，於概率論和代數作出重要貢獻，特別是半單李群、李代數和馬可夫過程。登金圖、登金系統與杜博-登金引理是以他命名。

## 生平
登金生於列寧格勒，1935年他全家被流放到哈薩克。兩年後，登金13歲時，父親在古拉格集中營失蹤。

### 莫斯科國立大學
1940年，16歲的登金入讀莫斯科國立大學。二次大戰時，他因視力差豁免兵役。他在1945年獲碩士，1948年獲博士，在大學裏擔任助理教授，但因為他的政治背景不良，直到1954年斯大林死後，他才獲得固定教職。他的父親的遭遇，和他的猶太血統，令到他的學術路途受到阻撓。他的博士導師安德雷·柯爾莫哥洛夫出面交涉，他才得以完成學業獲得教職。

### 蘇聯科學院
1968年，登金被迫從莫斯科國立大學，轉往蘇聯科學院的中央經濟數學研究所。他在那裏研究經濟增長和經濟均衡理論。

### 康奈爾大學
他留在研究所直到1976年，後移民到美國。1977年他擔任康奈爾大學教授。

### 逝世
登金於紐約伊薩卡一間醫院逝世，終年90歲。

## 數學成就
登金在代數和概率論，數學中這兩個非常不同的領域，都作出根本貢獻，是數學界極少有的例子。他的數學工作的代數時期，是從1944年至1954年，但在此時，他的概率主題已經出現。的確，他發表的第一篇論文是與N. A. Dmitriev合著，解決了轉移矩陣（stochastic matrix）的特徵值的一個問題。這個問題是在馬爾可夫鏈的柯爾莫哥洛夫討論班中提出的，當時登金和Dmitriev是本科生。

### 李理論
當登金在莫斯科國立大學讀書時，他參加了伊斯拉埃爾·蓋爾范德的李群討論班。1944年蓋爾范德著登金根據赫爾曼·外爾和Bartel Leendert van der Waerden的論文，準備一篇關於半單李群的結構和分類的概覽。登金覺得這些論文很難讀懂，他為了更好地理解當中的結果，創造了根系中的「單根」概念。他用登金圖的形式代表各對單根之間的角。這樣他得到了複半單李代數的分類的更簡潔描述。Bertram Kostant提及登金的1947年的論文「半單李代數的結構」，寫到：
這篇論文中，登金只用到基礎數學，從幾乎什麼都沒有開始，出色而優美地發展出半單李代數的結構和工具。他在論文中做到的，是把當時仍很神秘的題目，變成了美麗而強大的數學。——Bertram Kostant，"Selected papers", p. 363
登金的1952年有重大影響的論文「半單李代數的半單子代數」，載有龐大的表格和列表，研究特殊李代數的子代數。

### 概率論
登金被視作馬爾可夫過程的現代理論的奠基者之一。登金在莫斯科國立大學的討論班，他和其他參加者所得出的結果，總結為兩本書。第一本《馬爾可夫過程理論》在1959年出版，立下了理論的基礎。
1962年斯德哥爾摩的國際數學家大會中，登金的一小時演講，由柯爾莫哥洛夫給出，因為登金在移民前，從未獲批准前往西方國家。演講題目為「馬爾可夫過程和分析論的問題」（Markov processes and problems in analysis）。

## 獎項和榮譽
- 莫斯科數學學會獎（1951年）
- 數理統計研究所院士（1962年）
- 美國文理科學院院士（1978年）
- 美國國家科學院會員（1985年）[10]
- 美國數學學會勒羅伊·斯蒂爾獎終身成就獎（1993年）
- 莫斯科數學學會榮譽會員（1995年）
- 巴黎第六大學榮譽博士（1997年）
- 華威大學榮譽博士（2003年）
- 莫斯科獨立大學榮譽博士（2003年）
- 美國數學學會院士（2012年）[11]

## 著作
- . Prentice-Hall. 1961.[12]
- . Grundlehren der mathematischen Wissenschaften, Band 108. Springer Verlag. 1961.[12]
- . Grundlehren der mathematischen Wissenschaften. Springer Verlag. 1965.
- . Grundlehren der mathematischen Wissenschaften. Springer Verlag. 1979.
- . London Math. Soc. Lecture Notes Series, 54. Cambridge University  Press. 1982.
- Dynkin, Eugene B. Yushkevich, A. A.; Seitz, G. M.; Onishchik, A. L. , 编. . Providence, R.I.: American Mathematical Society. 2000  [2014-11-19]. ISBN 978-0-8218-1065-1. MR 1757976. （原始内容存档于2016-04-14）.
- . AMS Colloquium Publications. 2002.[13]
- . American Mathematical Society. 2004.

## 外部連結
- 尤金·登金在數學譜系計畫的資料。
- 約翰·J·奧康納; 埃德蒙·F·羅伯遜, ,  （英语）
- Department listing at Cornell University
- Personal web page （页面存档备份，存于）
- Genealogy Tree of Dynkin's School （页面存档备份，存于）
- Collection of interviews assembled by Dynkin （页面存档备份，存于）